# 湖北荆州挟尸要价事件
湖北荆州挟尸要价事件是2009年10月24日发生在湖北省荆州市宝塔湾的3位大学生为救两名落水少年不幸溺亡，打捞大學生屍體的船公司向大學生的同伴漫天要價的事件。打撈者在船上交涉的組圖，成為代表性的新聞照；而他生動的表情成為2010年代互聯網惡搞的素材。
打撈者王守海是「八凌打捞公司」的員工，受命於上司、公司的業務負責人陳波為三具屍體共收取3.6萬打撈費。陳波以電話指示王守海在場交涉，王守海成為網民、當地人、死者同伴的眾矢之的，為上司陳波承受罵名，王守海最後僅分得530元（含30元的钩子的成本）。

## 照片
2010年8月18日，张轶在事件发生过程中拍摄的照片获得了中国新闻摄影最高荣誉“金镜头”奖。
牺牲学生所在的长江大学宣传部长则认为照片与事实有出入。得知《挟尸要价》照片获得“金镜头”奖后，长江大学宣传部指出：1、建议有关主管部门核实照片的真实性和新闻性；2、建议组委会和评委会撤銷该照片的获奖资格；3、通报作者的弄虚作假做法，以杜绝以后评奖中类似情况的出现。实际上在2009年11月，打捞船主数钱的照片就已被曝光。2009年11月7日，荆州市人民政府通报中证实，陈波因构成敲诈勒索被治安拘留。打捞船确因资金未筹集到位，数次中断打捞。
2013年5月22日，《潇湘晨报》记者张轶因肝癌医治无效，于当日14时在陕西渭南逝世，享年28岁。